# シン・ヘチョル
シン・ヘチョル（申 海澈、신해철、1968年5月6日 - 2014年10月27日）は、韓国のロックミュージシャン、音楽プロデューサー。

## 経歴
西江大学校哲学科に在学中だった1988年、ロックバンド「無限軌道」を結成。「MBC大学歌謡祭」に出場し、『君に』で大賞を受賞した。無限軌道解散後の1990年にポピュラー歌手としてソロデビューした。以後、新鮮さを前面に打ち出して若者たちから人気を博した。1992年には韓国のメジャーとしては珍しいロックグループN.EX.T(ネクスト) を結成し、韓国歌謡界には稀な認知度のあるロッカーとして活動をする。1992年末にヘチョル自身の軍入隊のためN.EX.Tは一時解散し、また服務中の大麻吸引事件のため音楽活動復帰は絶望的と言われていたが、1994年にはメンバー変更を伴ったもののN.EX.Tを再結成した。ラブソングを殆ど歌わない歌手として韓国ポピュラー音楽界では希有な地位を確立した。映画音楽、ラジオDJ、アルバムプロデュースなどで活発な活動を広げた。
出すアルバムごとに必ず一曲ずつはヒットさせるというヒット曲製造機としての能力も、作曲家や歌手として優れている点だが、哲学科出身らしく、歌謡曲離れした意味深い歌詞などで韓国歌謡界では独特の存在であった。また、歌謡界や盧武鉉政権下でのイラク派兵反対運動や姦通罪廃止など社会に対する自分の考えについても筋が立つようによく表現した事で独特の音楽性と相まって「魔王」と称されていた。DJや、N.EX.Tでのグループ活動等を通じて、熱狂的なファン層を確保した。韓国MTVと文化放送（MBC）で『ゴースト・ネーション』という番組のパーソナリティをしていた。また、PlayStation 2用対戦格闘ゲーム『GUILTY GEAR XX #RELOAD』の韓国版においては、サウンドプロデュース(40曲の新規BGMを提供)と声優(登場キャラクターの一人であるテスタメントの吹き替え)を担当している。
2014年10月22日、腸狭窄の手術を受けていた際に心停止し、心肺蘇生措置を受けてソウル峨山病院の集中治療室に入院していたが、10月27日、腹膜炎と敗血症による脳損傷のため46歳で死去。ミュージシャンであり、社会運動家として、韓国社会への影響が大きく、多くの韓国人たちの哀悼の意を受けた。遺族側は、腸狭窄の手術を担当したソウル・スカイ病院の医療事故が原因だとして、警察は捜査を開始した。2018年5月11日、執刀医に対し懲役1年の実刑が確定した。シンは肥満対策のための胃バイパス手術と胃の縮小手術をこの医師から受けたのち、高熱と痛みを伴う腹膜炎の症状に襲われたため、転院して緊急手術を受けたが死亡したもので、ダイエット手術で知られたこの医師の施術を受けたオーストラリアの教師や在日スイス人ユーチューバーらが同様の手術ミスをシンの死後に公表している。

## 親族
ソ・テジは6親等の親戚である。